# 蔡岐
蔡岐（？—？），四川成都人，清朝政治人物。
道光二十七年，接替陳洙。署任江蘇荆溪縣知縣。后由冷嘉植接任。